# Bhirrana

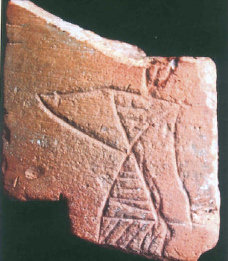
Tańcząca dziewczyna z Bhirrany

Bhirrana, Bhirdana, Birhana – stanowisko archeologiczne w północnych Indiach, starożytna osada protomiejska będąca elementem cywilizacji doliny Indusu oraz wcześniejszej kultury Hakra, obecnie w stanie Hariana, w odległości 220 kilometrów od Delhi.
Położona nad rzeką Ghaggar, która przez archeologów z Archaeological Survey of India identyfikowana jest z rygwedyjską rzeką Saraswati. Najstarsze znaleziska na stanowisku archeologicznym w Bhirranie sięgają 8 tysiąclecia p.n.e.

## Lokalizacja i opis stanowiska
Bhirrana, jak wiele innych starożytnych protomiast induskich, położona jest na żyznej, aluwialnej dolinie Ghaggaru.
Stanowisko archeologiczne w Bhirranie obejmuje wzgórze o wymiarach 190 na 240 metrów, a jego powierzchnia wynosi niespełna 5 hektarów. Wschodnia część wzgórza położona jest nieco wyżej niż zachodnia. W czasach nowożytnych miejsce było wykorzystywane zarówno rolniczo, jak i funkcjonował tutaj niewielki cmentarz.

## Wykopaliska
Archaeological Survey of India prowadziło wykopaliska na tym stanowisku przez trzy sezony terenowe w latach 2003–2004, 2004–2005 i 2005–2006. Na ten temat powstało kilka publikacji autorstwa S.R. Rao i Prabasha Sahu.

## Datowanie
S.R. Rao, który prowadził wykopaliska w Bhirranie odnalazł przedharappańską ceramikę Hakra w najstarszych warstwach osadniczych stanowiska, datowanych na 8–7 tysiąclecie p.n.e. Proponuje starsze datowania dla Bhirrany w porównaniu z wcześniejszymi, konwencjonalnymi datowaniami harappańskimi, ale trzyma się terminologii harappańskiej. Tę propozycję popierają Sarkar i Dikshit, którzy w swoich pracach odnoszą się również do propozycji wcześniejszego datowania Possehla. Za nowszą propozycją datowania przemawiają nowoczesne datowania radiowęglowe z tego i innych stanowisk. Rao, Sarkar i Dikshit podają 800 rok p.n.e. jako najpóźniejszą możliwą datę końcową dojrzałej fazy harappańskiej. Porównanie datowania nowszego z datowaniem konwencjonalnym wygląda następująco:
| Kultura stanowiska Bhirrana (wg Rao, 2005)      | Datowanie kultury (wg Sarkara, 2016) | Okres (wg Sarkara, 2016)     | Okres (wh Dikshita, 2013)             | Konwencjonalne datowanie okresu | Okres w historii cywilizacji Indusu | Datowanie ery    | Era                        |
| ----------------------------------------------- | ------------------------------------ | ---------------------------- | ------------------------------------- | ------------------------------- | ----------------------------------- | ---------------- | -------------------------- |
| Okres IA: Kultura ceramiki Hakra                | 7500–6000 p.n.e.                     | Przedharappański             | Przedharappański okres Hakra (Neolit) | 7000–3300 p.n.e.                | Przedharappański                    | 7000-4500 p.n.e. | Wczesna produkcja żywności |
| Okres IB: Kultura wczesnoharappańska            | 6000–4500 p.n.e.                     | Wczesnoharappański           | Przejściowy                           | 7000–3300 p.n.e.                | Przedharappański                    | 7000-4500 p.n.e. | Wczesna produkcja żywności |
| Okres IIA: Wczesna właściwa kultura harappańska | 4500–3000 p.n.e.                     | Wczesny właściwy harappański | Wczesny właściwy harappański          | 7000–3300 p.n.e.                | Przedharappański                    | 4500–2600 p.n.e. | Era regionalizacji         |
| Okres IIA: Wczesna właściwa kultura harappańska | 4500–3000 p.n.e.                     | Wczesny właściwy harappański | Wczesny właściwy harappański          | 3300–2600 p.n.e.                | Wczesnoharappański                  | 4500–2600 p.n.e. | Era regionalizacji         |
| Okres IIB: Właściwa kultura harappańska         | 3000–800 p.n.e.                      | Właściwy harappański         | Właściwy harappański                  | 3300–2600 p.n.e.                | Wczesnoharappański                  | 4500–2600 p.n.e. | Era regionalizacji         |
| Okres IIB: Właściwa kultura harappańska         | 3000–800 p.n.e.                      | Właściwy harappański         | Właściwy harappański                  | 2600–1900 p.n.e.                | Właściwy harappański                | 2600–1900 p.n.e. | Era integracji             |
| Okres IIB: Właściwa kultura harappańska         | 3000–800 p.n.e.                      | Właściwy harappański         | Późnoharappański                      | 1900–1300 p.n.e.                | Późnoharappański                    | 1900–1300 p.n.e. | Era schyłkowa              |

## Chronologia
Według S.R. Rao, wykopaliska odsłoniły następujące okresy kulturowe:
- Okres IA: Kultura ceramiki Hakra
- Okres IB: Wczesna kultura harappańska
- Okres IIA: Wczesna dojrzała (właściwa) kultura harappańska
- Okres IIB: Dojrzała kultura harappańska

Według Archaeological Survey of India i S.R. Rao wykopaliska odsłoniły pozostałości kultury harappańskiej od jej początkowego etapu, czyli kultury Hakra (poprzedzającej znaną wczesną kulturę harappańską na subkontynencie, znaną również jako Kalibangan-I) do w pełni rozwiniętego dojrzałego miasta harappańskiego.

### Okres IA - Kultura ceramiki Hakra
Osada w Bhirranie jest pierwszym stanowiskiem archeologicznym w Indiach, na którym odkryto pozostałości kultury ceramiki Hakra. Kultura ta charakteryzuje się strukturami w formie podziemnych dołów mieszkalnych, głębokości około pół metra, wydrążonych w naturalnej glebie. Ściany i podłogi dołów były tynkowane żółto-płowym aluwium rzecznym z doliny Saraswati. Zwęglone bydlęce czaszki i kości mogą świadczyć o tym, że niektóre z dołów wykorzystywano jako kuchnie bądź do celów sakralnych. Ceramika tego okresu podobna jest do tej z innych stanowisk kultury Hakra, szczególnie do pobliskiego stanowiska w Kunal. Ceranmika jest wytwarzana zarówno ręcznie, jak i na kole garncarskim. Zbiór typów ceramiki z tego okresu jest bardzo bogaty, a obejmuje prostą ceramikę z warstwą błota, ceramikę z nacięciami bez angoby, naczynia angobowane na kolor brązowy bądź czekoladowy, a także ceramikę malowaną (czarny na czerwonym, brązowy na płowym) oraz ceramikę czerwoną bez angoby. Wytwarzano, garnki, słoje, misy, kubki i dzbany. [web 2] Artefakty z tego okresu obejmują miedzianą bransoletę, miedziany grot strzały, bransolety z terakoty, koraliki z karneolu, lapis lazuli i steatytu, grot z kości, kowadło kamienne i żarna.

### Okres IB: Wczesna kultura harappańska
Całe wzgórze było zamieszkane w tym okresie. Osada była otwarta, nie posiadała żadnych fortyfikacji. Domy mieszkalne budowano z cegieł mułowych o barwie płowej, w proporcjach 3:2:1. Ceramika z tego okresu jest bardzo podobna do ceramiki z sąsiedniego Kalibanganu (prezentuje wszystkie sześć typów ceramiki z Kalibanganu), i występuje jednocześnie z ceramiką kultury Hakra z wcześniejszego okresu. Artefakty z tego okresu obejmują pieczęć wykonaną z muszli, groty strzał, bransolety i pierścienie z miedzi, koraliki z karneolu, jaspisu, lapis lazuli, steatytu, muszli i terakoty, wisiorki, figurki byków, grzechotki, kulki z terakoty, bransolety z terakoty i fajansu, przedmioty z kości, kule do procy, kulki z piaskowca.

### Okres IIA: Wczesna dojrzała kultura harappańska
Okres ten charakteryzuje się transformacją układu miasta. Cała osada została otoczona murem obronnym. W tym okresie zaczynają wyraźnie zaznaczać się dwie odrębne jednostki zabudowy charakterystyczne dla fazy miejskiej okresu dojrzałej kultury harappańskiej: cytadela i dolne miasto. Budynki wznoszone z cegły mułowej są orientowane względem kierunków świata z niewielkimi odchyleniami. Główne ulice i boczne alejki były orientowane w podobny sposób.
Zbiór ceramiki pokazuje mieszankę wczesnych i dojrzałych form harappańskich. Artefakty z tego okresu obejmowały koraliki z kamieni półszlachetnych (w tym dwa zbiory koralików przechowywane w dwóch niewielkich garnkach), bransolety z miedzi, muszli, terakoty i fajansu; haczyk wędkarski, dłuto, grot strzały z miedzi; figurki zwierząt z terakoty i drobne przedmioty kamienne.

### Okres IIB: Dojrzała kultura harappańska
Ostatni okres osadnictwa na tym terenie należy do dojrzałego okresu harappańskiego ze wszystkimi charakterystycznymi cechami dobrze rozwiniętego miasta. Masywny mur obronny miasta został wykonany z cegieł mułowych. Zachował się fragment tego muru o długości 141 metrów, szerokości 5 metrów i wysokości 1,8 metra, wykonany z 17 warstw cegieł. Odnaleziono jak dotąd pozostałości trzech dużych kompleksów mieszkalnych w różnych częściach wzgórza. Domy zostały wybudowane z cegieł mułowych, suszonych na słońcu, były wyposażone w łazienki. Podłogi są głównie ceglane, rzadko terakotowe. Zachowały się szerokie, brukowane, proste drogi, z czego szerokość głównej z nich wynosi 4,8 metra. Okrągła konstrukcja z wypalonej gliny to prawdopodobnie „tandoor” – wspólna kuchnia, którą nadal można zobaczyć na wiejskich terenach Indii. W Bhirranie, podobnie jak w innych miastach tego okresu, funkcjonował system kanalizacyjny, a kanały odpływowe budowano z cegły wypalanej.
Z tego okresu pochodzi największa ilość artefaktów znalezionych w Bhirranie. Ceramika jest typowa dla okresu dojrzałego, dominuje ceramika czerwona angobowana, w zdobnictwie dominują motywy geometryczne, roślinne i zwierzęce. Na stanowisku znaleziono cztery pieczęcie ze steatytu z motywami zwierzęcymi, figurki zwierząt z terakoty, odważniki z bazaltu, piaskowca, agatu, krzemienia i jaspisu, bransolety z miedzi, terakoty, fajansu i muszli, przedmioty z kości, koraliki z lapis lazuli, karneolu, agatu, fajansu, steatytu, terakoty i kamienia.
Najsłynniejszym znaleziskiem z Bhirrany jest replika słynnej „Tańczącej Dziewczyny” z Mohendżo Daro, wizerunek wyryto na skorupie garnka w formie graffiti.

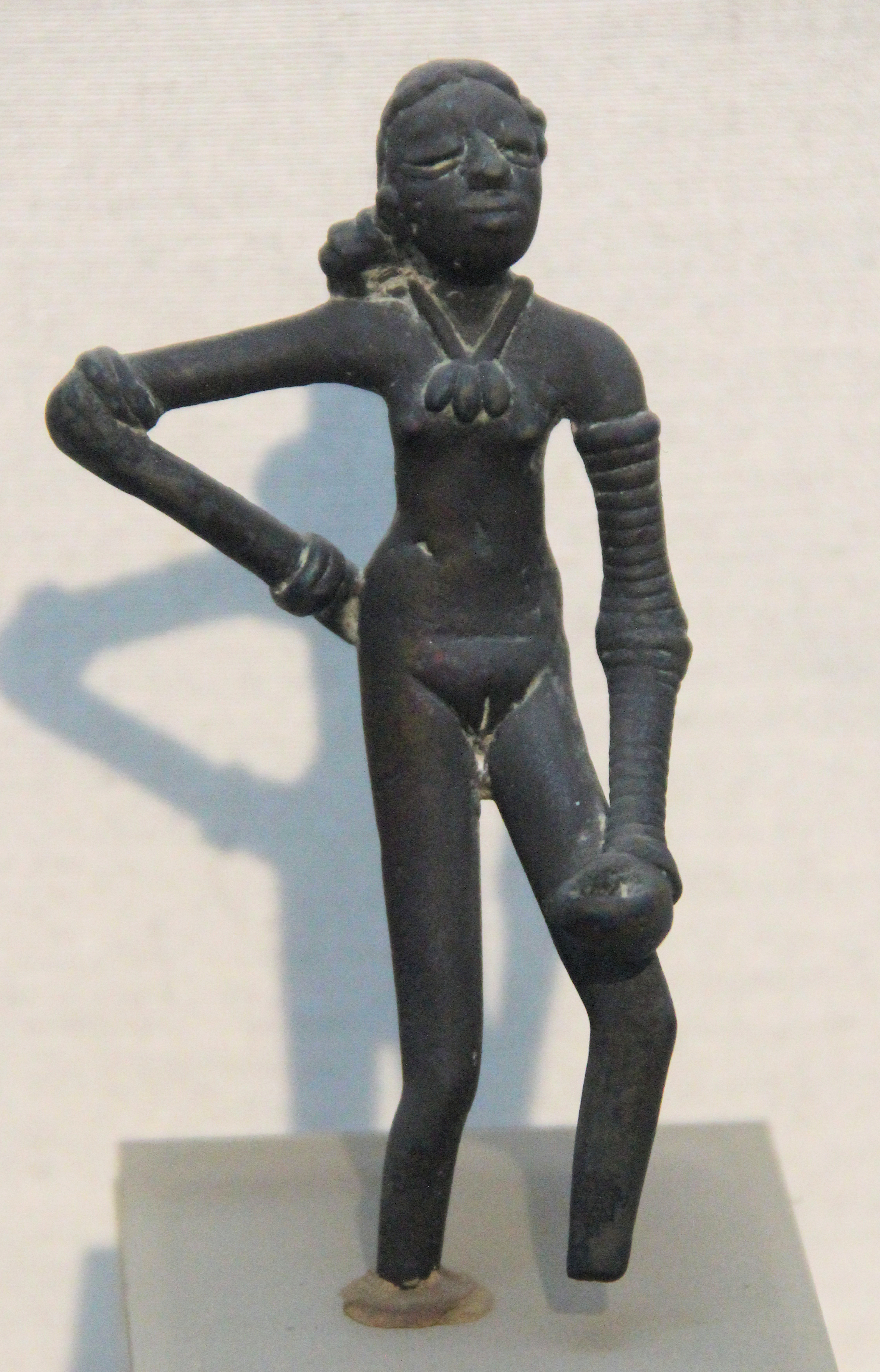
Tańcząca dziewczyna z Mohendżo Daro, na której wzorował się autor dzieła z Bhirrany

## Tańcząca dziewczyna
Jednym z najważniejszych odkryć w Bhirranie było odkrycie wizerunku tańczącej dziewczyny. Jest to induskie graffiti wykonane na ceramice, przedstawiające najprawdopodobniej żeńskie bóstwo. Dzieło jest wyraźnie inspirowane znalezioną wcześniej figurką "tańczącej dziewczyny" w Mohendżo Daro, o której archeolog S.L. Rao stwierdził, że „wydaje się, że rzemieślnik z Bhirrany musiał znać rzeźbę z Mohendżo Daro”. Bóstwo, bądź tancerka mogą przedstawiać apsaras, czyli nimfę wodną związaną z wierzeniami i rytuałami wodnymi, niegdyś szeroko rozpowszechnionymi w cywilizacji doliny Indusu.